# 古旗照美
古旗 照美（こばた てるみ、1968年 - ）は、日本の実業家、管理栄養士。学位は学士（日本女子大学・2002年）。株式会社しょくスポーツ代表取締役。こばた てるみ名義での活動も行っていた。

## 概要
東京都出身。山脇学園短期大学食物科を卒業後、農林中央金庫にて勤務した。しかし、スポーツ栄養学に関する職に就きたいと考え、電話帳で関係する機関の電話番号を調べ、自ら売り込みを図った。スポーツクラブなどからは断られたものの、厚生省に連絡を取ったところ、国立健康・栄養研究所を紹介された。当時、国立健康・栄養研究所は求人活動などはしていなかったが、古旗は無給でいいから勉強させてほしいと訴え、非常勤職員となった。
その後、国立健康・栄養研究所の研究員からの紹介で、静岡県立大学の非常勤助手を務めた。結婚をきっかけに退職し、以降は講演活動や栄養指導などに従事した。また、サッカー選手や野球選手などプロスポーツ選手の栄養指導も手がけた。「NEW!!わかふじ国体」の開催にちなみ、国民体育大会の選手向けに「スポーツ弁当」を開発したところ人気を呼び、わずか10日間で3万食分の弁当を販売した。現在では、自身が起ち上げた企業「しょくスポーツ」の代表取締役を務めている。
日本女子大学家政学部食物学科の通信教育課程を卒業している。また、健康運動指導士の資格を持つ。

## 略歴
- 1968年 - 誕生。
- 1989年 - 農林中央金庫入庫。
- 1991年 - 農林中央金庫退職。
- 1997年 - 静岡県立大学退職。
- 2002年 - 日本女子大学家政学部卒業。
- 2005年 - しょくスポーツ設立。
- 2008年 - しょくスポーツ法人化。

## 著作

### 単著
- こばたてるみ著『受験食――中学入試! 合格レシピ』恒文社、2007年。ISBN 9784770411297

### 寄稿
- スポーツダイエティシャンズネットワーク、コーチング・クリニック編『ジュニアアスリートの食事と栄養』ベースボール・マガジン社、1999年。ISBN 4583610645

### DVD
- 古旗照美監修・指導『スポーツを行う児童・生徒の栄養指導』フリーク・セブン、2006年。